# Ampex
AMPEX é uma fabricante americana de equipamentos eletrônicos que foi muito popular nos anos 70 e 80 com a invenção do videotape. Fundada em 1944 por Alexander M. Poniatoff, seu nome é um acrônimo que significa Alexander M. Poniatoff Excellence.